# Aeropuerto Ciudad de Catamayo
El Aeropuerto Ciudad de Catamayo (IATA: LOH, OACI: SECA) es un aeropuerto ubicado en el cantón de Catamayo, Provincia de Loja, Ecuador. La ciudad de Catamayo, donde se encuentra el aeropuerto, está ubicada a 30 kilómetros de Loja, aproximadamente 30 minutos vía terrestre de la capital provincial.
El aeropuerto de Catamayo fue construido en el régimen del presidente Camilo Ponce Enríquez (1956-1960) y llamado originalmente Aeropuerto Camilo Ponce Enríquez.
Desde el 13 de mayo de 2013, el renovado aeropuerto oficialmente lleva el nombre de Aeropuerto Ciudad de Catamayo, en sustitución del anterior, porque a pesar del viejo nombre oficial, muchos lo conocían como el aeropuerto de Catamayo. El concurso "Un nombre para el aeropuerto de Catamayo" fue convocado por el Ministerio de Transporte (MTOP) y hubo 908 propuestas. "Ciudad de Catamayo" obtuvo 7.131 votos (50.54%).

## Destinos

### Destinos nacionales
| Destinos         | Aeropuertos                             | Aerolíneas   | Frecuencias semanales |
| ---------------- | --------------------------------------- | ------------ | --------------------- |
| Quito, Pichincha | Aeropuerto Internacional Mariscal Sucre | Aeroregional | 20                    |

## Antiguos destinos
| Destinos          | Aeropuertos                                     | Aerolíneas           | Fecha cese |
| ----------------- | ----------------------------------------------- | -------------------- | ---------- |
| Guayaquil, Guayas | Aeropuerto Internacional José Joaquín de Olmedo | Línea Aérea Cuencana | 2014       |
| Guayaquil, Guayas | Aeropuerto Internacional José Joaquín de Olmedo | Saereo               | 2011       |
| Guayaquil, Guayas | Aeropuerto Internacional José Joaquín de Olmedo | TAME                 | 2020       |
| Guayaquil, Guayas | Aeropuerto Internacional José Joaquín de Olmedo | TAME Express         | 2018       |
| Quito, Pichincha  | Aeropuerto Internacional Mariscal Sucre         | Ícaro Air            | 2009       |
| Quito, Pichincha  | Aeropuerto Internacional Mariscal Sucre         | Línea Aérea Cuencana | 2013       |
| Quito, Pichincha  | Aeropuerto Internacional Mariscal Sucre         | Saereo               | 2007       |
| Quito, Pichincha  | Aeropuerto Internacional Mariscal Sucre         | TAME                 | 2020       |

## Estadísticas
|            | Pasajeros |
| Nacionales |           |
| ---------- | --------- |
| 2016       | 64.398    |
| 2017       | 58.410    |
| 2018       | 57.411    |
| 2019       | 64.598    |
| 2020       | 20.955    |
| 2021       | 60.777    |
| 2022       | 64.685    |
| 2023       | 78.641    |

| # | Ciudad y provincia | Pasajeros | Dif. 2022 | Aerolíneas   |
| - | ------------------ | --------- | --------- | ------------ |
| 1 | Quito, Pichincha   | 78.641    | 21,58%    | Aeroregional |